# Grexit

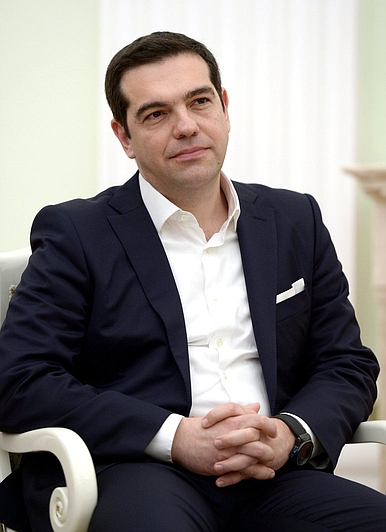
Alexis Tsipras, řecký předseda vlády od 26. ledna 2015

Grexit je akronym, kterým se označuje možný odchod Řecka z eurozóny.
Řecká vláda by pak pravděpodobně nebyla schopna splácet zahraniční dluhy, které by zůstaly v eurech. Kvůli odchodu z eurozóny a neplacení dluhů by Řecko nakonec mohlo opustit i Evropskou unii.

## Vývoj
Evropský komisař Günther Oettinger 26. června 2015 uvedl, že pokud nebude řešení patové situace kolem řeckého dluhu nalezeno během pěti dnů, je odchod Řecka z eurozóny nevyhnutelný.
Po jednání ministrů financí zemí eurozóny se veřejně vyjádřil šéf euroskupiny Jeroen Dijsselbloem, že Řecko v eurozóně setrvává. O dalším postupu budou ministři dále jednat, avšak bez řeckého ministra. Cílem by mělo být zachování stability eurozóny.